# Johann Richter (astronomo)
Johann Richter (Praetorius) (Boemia, 1537 – 27 ottobre 1616) è stato un matematico e astronomo tedesco.

## Biografia
Noto anche come Johannes Praetorius, Johann Richter studiò all'Università di Wittenberg, dove nel 1571 divenne professore di matematica. Lì incontrò Joachim Rheticus. 
Dal 1576 insegnò all'Università di Altdorf, vicino a Norimberga.
Scrisse trattati di matematica e astronomia, occupandosi di varie tematiche, dalla riforma del calendario alle comete e alla nuova stella osservata nel 1572. Costruì diversi strumenti matematici e astronomici ed è ritenuto l'inventore della tavoletta pretoriana (mensula praetoriana), uno strumento topografico che permette di tracciare su un foglio gli angoli di posizione dei luoghi traguardati, ottenendo un'immediata trascrizione planimetrica del territorio da rilevare.